# Bayugan
Bayugan é uma cidade de quinta classe de renda da cidade na província Agusan do Sul, nas Filipinas. De acordo com o censo de 1 maio  de  2020 possui uma população de 109 499 pessoas e 26 259 domicílios.